# 泡子镇
泡子镇，是中华人民共和国辽宁省阜新市阜新蒙古族自治县下辖的一个镇。

## 历史
1926年大郑铁路通车时在此设站，因车站所在五家子村东南侧有水泡子而将站名定为泡子站，此后“泡子”逐渐成为当地地名。1956年设泡子乡，1984年改为泡子镇。

## 行政区划
泡子镇下辖以下地区：
泡子村、代屯村、杜家店村、白城子村、怒河土村、大屯村、两家子村、五家子村、车家屯村、二道河子村、巴里村、苏金村、惠德村和郭家屯村。